# Calliphora nigrithorax
Calliphora nigrithorax är en tvåvingeart som beskrevs av Malloch 1927. Calliphora nigrithorax ingår i släktet Calliphora och familjen spyflugor. Inga underarter finns listade i Catalogue of Life.